# Mauvais quarto

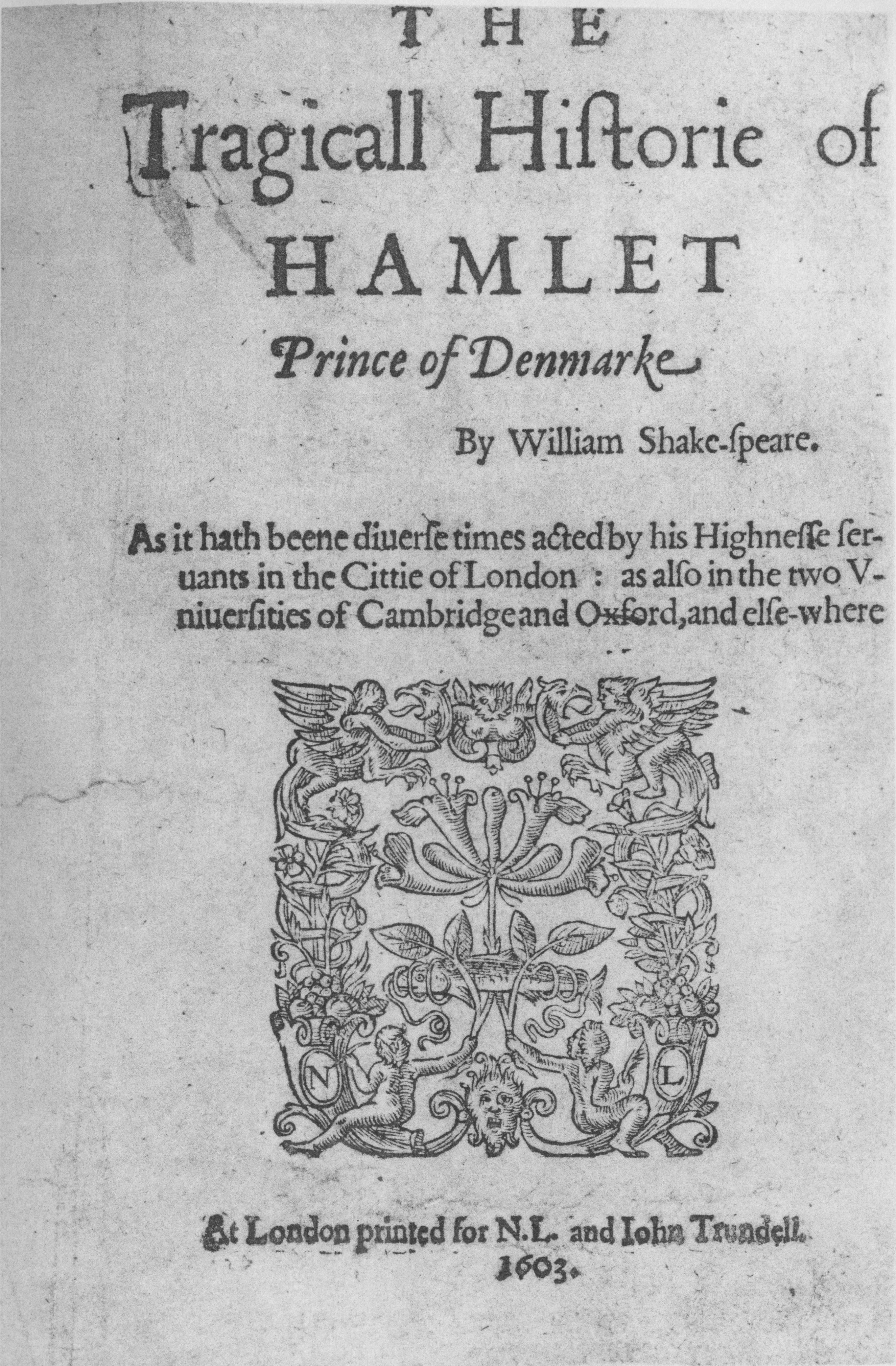
Hamlet Q1 (1603), la première publication du texte de Hamlet est souvent défini comme un « mauvais quarto ».

Dans l'étude des textes shakespearien, un mauvais quarto est une ancienne édition in-quarto d'une pièce de Shakespeare dont le texte comporte des erreurs. Il s'agit en général soit d'une version piratée sans autorisation dans un théâtre, réalisée par un membre de l'auditoire, qui a noté en temps réel les répliques des acteurs, soit une retranscription de mémoire par un ou plusieurs acteurs de la pièce qu'ils jouent ou qu'ils ont jouée. De ce fait, le texte est issu directement ou indirectement de la représentation, et il lui manque le lien avec le manuscrit original de l'auteur. Aussi on peut s'attendre à ce que ce texte contienne des altérations, des lacunes et des paraphrases,. En revanche, un « bon quarto » est un texte qui a été autorisé à la publication par l'auteur ou son propriétaire, à partir de l'original manuscrit ou d'une de ses copies. On considère que les premiers quartos de Roméo et Juliette, de Henry V, des Joyeuses Commères de Windsor et d'Hamlet sont des « mauvais quartos ».
Ce concept a été étendu aux quartos de pièces d'autres auteurs élisabéthains, telles que The Battle of Alcazar de George Peele, Orlando Furiouso de Robert Greene, et Sir Thomas More  écrite en collaboration par plusieurs dramaturges, dont Shakespeare,.
La théorie du mauvais quarto a été acceptée, étudiée et développée par beaucoup d'universitaires, mais elle n'est pas reconnue universellement,,,. D'autres, comme Eric Sams, considère que toute cette théorie est sans fondement. Jonathan Bate déclare que « les universitaires de la fin du XXe siècle et du début du XXIe siècle ont commencé à émettre des doutes sur tout l'édifice ».

## Origines de la théorie du mauvais quarto
Le concept du « mauvais quarto », en tant que catégorie de texte, a été créé par le bibliographe Alfred W. Pollard dans son livre Shakespeare Folios and Quartos (1909). L'idée lui est venue en lisant l'adresse des éditeurs, John Heminges et Henry Condell, qui figure au début du Premier Folio de Shakespeare, et qui est destinée « à la grande variété de lecteurs ». Dans cette adresse, Heminges et Condell, font référence à diverses copies, clandestines ou volées, des pièces. On a pensé qu'ils désignaient toutes les éditions in-quarto des pièces. Pollard, cependant, prétend que Heminges et Condell ne pensaient qu'aux mauvais quarto, et Pollard en fait la liste : il s'agit des premiers quarto de Roméo et Juliette (1597), de Henry V (1600), des Joyeuses Commères de Windsor (1602), d'Hamlet (1603) et de Périclès (1609). Pollard souligne que ces textes sont « de mauvaise qualité », et qu'il y a eu aussi de la « méchanceté » de la part de ceux qui les ont piratés.
L'universitaire W. W. Greg a travaillé étroitement avec Pollard et il publia le premier quarto des Joyeuses Commères, qui est un travail important pour la théorie du « mauvais quarto ». Dans ce livre, Greg décrit comment il a imaginé que le texte avait pu être copié, et il désigne l'acteur qui jouait le rôle de l'Hôte comme le coupable de cette copie illégale. Greg donne le procédé employé, le nommant « reconstruction mémorielle », une expression reprise par d'autres universitaires,.

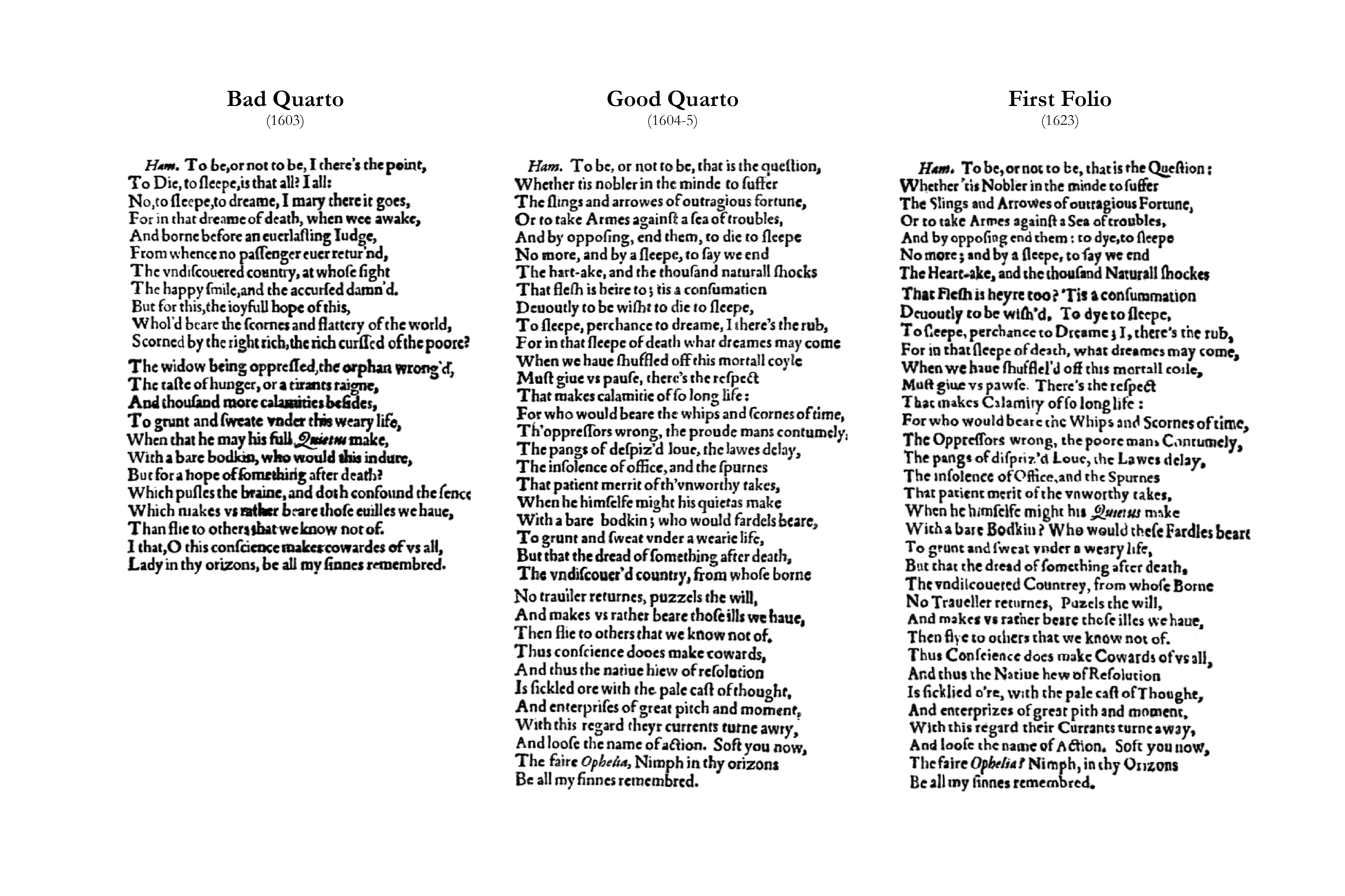
Comparaison du monologue « To be, or not to be » dans ses trois éditions de Hamlet.

Le First Folio de 1623 est un document crucial pour l'étude de Shakespeare. Parmi les trente-six pièces qui le constituent, dix-huit n'ont pas d'autres sources. Les dix-huit autres ont été imprimées dans le format in-quarto au moins une fois entre 1594 et 1623. Mais depuis que la préface du Premier Folio met en garde contre les éditions antérieures, qualifiées de « copies clandestines et volées, mutilées et déformées par des fraudeurs, obtenues par la ruse par des imposteurs nuisibles », les éditeurs de Shakespeare des XVIIIe et XIXe siècles ont eu tendance à ignorer les textes in-quarto en faveur du Folio.
On soupçonna tout d'abord que les mauvais quarto étaient des textes recopiés subrepticement dans la salle par des sténographes pendant les représentations, une pratique mentionnée par Thomas Heywood. Mais W. W. Greg et R. C. Rhodes soutinrent une autre hypothèse : puisque les textes dits par les personnages secondaires comportent moins d'erreurs que ceux des personnages principaux, Greg et Rhodes ont pensé que les acteurs secondaires ont fait une « reconstruction mémorielle » de la pièce, rapportant avec exactitude les parties qu'ils avaient jouées, mais reproduisant moins fidèlement les parties des autres acteurs.
Cette idée fut bien accueillie par les universitaires shakespeariens. Peter Alexander ajouta The First Part of the Contention Betwixt the Two Famous Houses of York and Lancaster (1594) et The True Tragedy of Richard Duke of York (1595), qui sont les plus anciennes versions de Henry VI (deuxième partie) et Henry VI (troisième partie) à la liste des mauvais quarto. On pensait jusque là qu'elles n'étaient que les sources ayant servi à Shakespeare à écrire ses Henry VI. Le concept du mauvais quarto fut étendu aux textes d'autres auteurs, et au cours de la seconde moitié du XXe siècle, cette méthode fut largement utilisée. Cependant, à la fin du siècle, grâce aux travaux de Laurie Maguire, alors à l'université d'Ottawa, le concept de la reconstruction mémorielle devint l'objet de doutes grandissants.

## Critique et hypothèses alternatives
Quelques problèmes demeuraient concernant l'hypothèse du mauvais quarto. Le premier quarto de Richard III est classé parmi les « mauvais quarto », tout en étant un « inhabituellement bon » mauvais quarto. Alexander reconnaissait lui-même que l'idée de la reconstruction mémorielle ne s'appliquait pas parfaitement aux deux pièces qu'il étudiait, et qu'elles possédaient des particularités qui ne pouvaient pas être expliquées avec cette théorie. Il maintenait que les quarto de ces deux anciennes histoires n'étaient que des reconstructions mémorielles partielles.
Quelques critiques, comme Eric Sams et Hardin Craig, mirent en doute l'entier concept de la reconstruction mémorielle, faisant remarquer que, à la différence de notes manuscrites, il n'y avait aucune preuve historique fiable que les acteurs reconstruisaient les pièces de mémoire. De ce point de vue, la reconstruction mémorielle était une invention moderne. Les universitaires avaient parfois individuellement favorisé des explications alternatives pour des variantes ou, dans certains cas, des révisions de pièces. Steven Roy Miller préfère l'hypothèse de la révision à la théorie du mauvais quarto dans le cas de The Taming of a Shrew, une version alternative de The Taming of the Shrew, la version officielle de La Mégère apprivoisée.
L'étude de 1975 de Robert Burkhart, intitulée Shakespeare's Bad Quartos: Deliberate Abridgements Designed for Performance by a Reduced Cast, fournit une autre alternative à l'hypothèse du mauvais quarto bâti par reconstruction mémorielle. D'autres études, comme celle de David Farley-Hills sur Roméo et Juliette, ont mis en doute l'opinion orthodoxe sur les mauvais quarto.

## L'étude de Maguire
En 1996, Laurie Maguire du Département d'anglais de l'université d'Ottawa a publié une étude sur le concept de la reconstruction mémorielle, basée sur l'analyse des erreurs faites par les acteurs qui avaient pris part aux séries Shakespeare de BBC TV, qui avaient été diffusées au début des années 1980. Elle découvrit qu'en général les acteurs ajoutent, sautent ou inversent de simples mots. Pourtant, les erreurs plus importantes, que l'on pourrait attendre si les acteurs tentaient de reconstituer les pièces quelque temps après la représentation, n'apparaissent que dans quelques rares « mauvais quarto ». L'étude relève cependant des preuves indirectes de reconstruction mémorielle dans les mauvais quarto de Hamlet, des Joyeuses Commères de Windsor et de Périclès. Selon Maguire, virtuellement tous les mauvais quarto sont des restitutions fidèle des textes originaux, qui « méritent notre attention en tant que textes valides de plein droit ».

## Mauvais quarto d'autres dramaturges
Bien que le concept de mauvais quarto soit né à l'occasion d'études de textes de Shakespeare, les universitaires l'ont appliqué aussi à l'étude de texte d'autres dramaturges de la Renaissance. En 1938, Leo Kirschbaum publia "A Census of Bad Quartos", qui comprenait le texte de vingt pièces. L'étude de 1996 de Laurie Maguire examine 41 éditions shakespeariennes et non-shakespeariennes, qui avaient été catégorisées « mauvais quarto ». Cela incluait entre autres les premières éditions d'Arden of Feversham, The Merry Devil of Edmonton, et Fair Em, pièces faisant partie des Apocryphes de Shakespeare, plus The Blind Beggar of Alexandria de George Chapman, Le docteur Faust et le Massacre à Paris de Christopher Marlowe, la première partie de If You Know Not Me, You Know Nobody de Thomas Heywood, et The Maid's Tragedy de Beaumont et Fletcher.